# Podomyrma densestrigosa
Podomyrma densestrigosa é uma espécie de formiga do gênero Podomyrma, pertencente à subfamília Myrmicinae.